# Racing Club Heemstede
Racing Club Heemstede, zkráceně RCH,  je nizozemský fotbalový klub z Heemstede. Klub byl založen v roce 1911. Do roku 1932 hrál klub v Haarlemu a jmenoval se Racing Club Haarlem.

## Historie
Klub vznikl roku 1911 v Haarlemu jako Racing Club Haarlem.
V roce 1923 se stal mistrem.
V roce 1932 se klub přestěhoval do Heemstede a poté se přejmenoval na Racing Club Heemstede.
V roce 1953 se stal mistrem.

## Úspěchy
- Mistr Nizozemska: 1923, 1953
- Nizozemský pohár: 1918, 1928